# /04
 (mars 2017).
Si vous disposez d'ouvrages ou d'articles de référence ou si vous connaissez des sites web de qualité traitant du thème abordé ici, merci de compléter l'article en donnant les références utiles à sa vérifiabilité et en les liant à la section « Notes et références ».
Albums de Ryūichi Sakamoto
Moto.tronic
(2004) /05
(2005)
/04 est un album du musicien et compositeur japonais Ryūichi Sakamoto, paru en 2004.

## Liste des titres
| 1.    | Asience (fast piano)                                                      | 2:19 |
| 2.    | Yamazaki 2002                                                             | 3:03 |
| 3.    | +33 (musique pour le 150e anniversaire de Louis Vuitton)                  | 5:45 |
| 4.    | Merry Christmas Mr. Lawrence                                              | 4:42 |
| 5.    | Rain                                                                      | 1:31 |
| 6.    | Perspective                                                               | 5:28 |
| 7.    | Undercooled (acoustique)                                                  | 4:13 |
| 8.    | Riot in Lagos                                                             | 4:35 |
| 9.    | Theme for Roningai (symphonique)                                          | 4:42 |
| 10.   | Tamago 2004                                                               | 3:15 |
| 11.   | Bibo no Aozora                                                            | 7:16 |
| 12.   | Seven Samurai (Thème de fin - musique pour le jeu PS2 Seven Samurai 20XX) | 6:09 |
| 13.   | Dear Liz                                                                  | 2:10 |
| 56:53 |                                                                           |      |

| 14. | Asience (original - musique commerciale originale pour ASIENCE) | 1:44 |